# Venerna
Venerna är i huvudsak en våtmark söder om Gunnebo i Västerviks kommun i Småland och ingår i Storån-Botorpsströmmens kustområde. I norra och östra delen av området är det öppna vattenytor, av vilka en benämns Fågöl.. Sjön har en area på 0,836 kvadratkilometer och ligger 25,2 meter över havet. Sjön avvattnas av vattendraget Gunneboån. 

## Delavrinningsområde
Venerna ingår i det delavrinningsområde (639738-154080) som SMHI kallar för Mynnar i havet. Medelhöjden är 32 meter över havet och ytan är 19,34 kvadratkilometer. Räknas de 3 avrinningsområdena uppströms in blir den ackumulerade arean 53,72 kvadratkilometer. Avrinningsområdets utflöde Gunneboån mynnar i havet. Avrinningsområdet består mestadels av skog (69 %). Avrinningsområdet har 2,14 kvadratkilometer vattenytor vilket ger det en sjöprocent på 11 %. Bebyggelsen i området täcker en yta av 0,71 kvadratkilometer eller 4 % av avrinningsområdet.